# Murowana Goślina (stacja kolejowa)
Murowana Goślina – stacja kolejowa w Murowanej Goślinie, w woj. wielkopolskim, w Polsce.

## Ruch pasażerski
| Rok  | Wymiana pasażerska na dobę |
| ---- | -------------------------- |
| 2017 | 700-999                    |
| 2022 | 700-999                    |